# Station Paproć
Station Paproć is een spoorwegstation in de Poolse plaats Rudy.